# Поперечная (приток Мендели)
Поперечная — река в России, протекает по Бирилюсскому району Красноярского края. Устье реки находится в 207 км от устья реки Мендель по левому берегу. Длина реки составляет 16 км. Приток — Кедровый.

## Данные водного реестра
По данным государственного водного реестра России относится к Верхнеобскому бассейновому округу, водохозяйственный участок реки — Кеть, речной подбассейн реки — бассейн притоков (Верхней) Оби от Чулыма до Кети. Речной бассейн реки — (Верхняя) Обь до впадения Иртыша.

## Топографическая карта
- Лист карты O-46-XIX Полевое. Масштаб: 1 : 200 000. Указать дату выпуска/состояния местности.